# 普朗克電荷
物理學中，普朗克電荷（{\displaystyle q_{\scriptscriptstyle P}}）是以基礎常數定義的電荷量。在自然單位制中，是普朗克單位制的電荷單位。普朗克電荷的定義式為
{\displaystyle q_{\scriptscriptstyle P}={\sqrt {4\pi \epsilon _{0}\hbar c}}={\sqrt {2ch\epsilon _{0}}}={\frac {e}{\sqrt {\alpha }}}}
其中：
{\displaystyle c\ }為真空下的光速，
{\displaystyle h\ }為普朗克常數，
{\displaystyle \hbar \equiv {\frac {h}{2\pi }}\ }為約化普朗克常數又稱狄拉克常數，
{\displaystyle \epsilon _{0}\ }為真空電容率，
{\displaystyle e\ }為基本電荷，
{\displaystyle \alpha \ }  = (137.03599911)−1為精細結構常數。
某些單位系統（如高斯CGS系統）將{\displaystyle 4\pi \epsilon _{0}}定為1，此時{\displaystyle q_{P}}以最簡態出現：
{\displaystyle q_{\scriptscriptstyle P}={\sqrt {\hbar c}}}，
用國際單位制表示時大小為
{\displaystyle q_{\scriptscriptstyle P}\ } =  1.8755459 × 10 −18 C。
普朗克電荷大約是基本电荷或電子電荷的11.706倍。